# ایوگنی ژربایف
ایوگنی ژربایف (به روسی: Евгений Жербаев؛ زادهٔ ۱۵ ژوئن ۱۹۹۴) یک کشتی‌گیر آزادکار اهل کشور روسیه است.
از افتخارات وی می‌توان به کسب مدال برنز قهرمانی کشتی جهان ۲۰۲۱ اشاره کرد.

## فعالیت حرفه‌ای

### قهرمانی کشتی جهان ۲۰۲۱
ژربایف در وزن ۷۰ کیلوگرم کشتی آزاد قهرمانی کشتی جهان ۲۰۲۱ اسلو شرکت کرد، او در مسابقه های اولو دوم سیرباز تالگات از قزاقستان و باتچولونی باتماگنای از مغولستان را شکست داد اما در نیمه نهایی به ارنظر آکماتالیف از قرقیزستان باخت و به دیدار رده‌بندی رفت. وی در دیدار رده‌بندی آرمان آندرئاسیان از ارمنستان را شکست داد و مدال برنز را بدست آورد.